# Arcidiocesi di Antananarivo
L'arcidiocesi di Antananarivo (in latino Archidioecesis Antananarivensis) è una sede metropolitana della Chiesa cattolica in Madagascar. Nel 2023 contava 2.204.680 battezzati su 4.651.640 abitanti. È retta dall'arcivescovo Jean de Dieu Raoelison.

## Territorio
L'arcidiocesi comprende la città di Antananarivo, sede della cattedrale dell'Immacolata Concezione.
Il territorio si estende su 12.500 km² ed è suddiviso in 86 parrocchie.

### Provincia ecclesiastica
La provincia ecclesiastica, istituita nel 1955, comprende 4 suffraganee:
- diocesi di Antsirabé;
- diocesi di Maintirano;
- diocesi di Miarinarivo;
- diocesi di Tsiroanomandidy.

## Storia
La prefettura apostolica del Madagascar fu eretta nel 1841, ricavandone il territorio dalla prefettura apostolica di Bourbon (oggi diocesi di Saint-Denis-de-La Réunion).
Il 21 gennaio 1848 la prefettura apostolica fu elevata a vicariato apostolico con il breve Apostolici officio di papa Pio IX. Il primo vicario apostolico, Alexandre Monnet, morì prima di poter mettere piede sull'isola. Dopo la sua morte, per le persecuzioni e le difficoltà ad accedere all'isola, il vicariato apostolico rimase vacante per alcuni anni, governato dai missionari gesuiti Louis Jouen (1849-1872) e Jean-Baptiste Cazet (1872-1885) in qualità di prefetti apostolici interini.
Il 4 settembre 1848 cedette una porzione del suo territorio a vantaggio dell'erezione della prefettura apostolica delle Isole di Mayotte, Nossi-Bé e Comore (oggi diocesi di Ambanja).
Il 16 gennaio 1896 cedette tutto il territorio a sud del 22º grado di latitudine sud a vantaggio dell'erezione del vicariato apostolico del Madagascar meridionale (oggi diocesi di Tôlagnaro) e contestualmente assunse il nome di vicariato apostolico del Magadascar settentrionale.
Il 5 luglio 1898, in forza del breve apostolico Universi fidelium di papa Leone XIII, il vicariato fu diviso in due, dando origine ad un nuovo vicariato apostolico del Madagascar settentrionale (oggi arcidiocesi di Antsiranana) e contestualmente assunse il nome di vicariato apostolico del Madagascar centrale.
Il 10 e il 15 maggio 1913 cedette porzioni del suo territorio a vantaggio dell'erezione rispettivamente del vicariato apostolico di Fianarantsoa (oggi arcidiocesi) e della prefettura apostolica di Betafó (oggi diocesi di Antsirabé).
Il 20 maggio dello stesso anno in virtù del decreto Cum in generalibus della Sacra Congregazione per la Propagazione della Fede cambiò nuovamente nome in favore di vicariato apostolico di Tananarive.
Il 23 maggio 1933 con il breve Catholicae fidei di papa Pio XI furono stabiliti nuovi confini con il vicariato apostolico di Antsirabé (oggi diocesi).
Il 18 giugno 1935 e l'8 gennaio 1938 cedette altre porzioni di territorio a vantaggio dell'erezione delle prefetture apostoliche rispettivamente di Vatomandry (oggi arcidiocesi di Toamasina) e di Morondava (oggi diocesi).
Il 25 maggio 1939 cedette un'ulteriore porzione di territorio a vantaggio del vicariato apostolico di Miarinarivo (oggi diocesi).
Il 14 settembre 1955 il vicariato apostolico fu elevato al rango di arcidiocesi metropolitana con la bolla Dum tantis di papa Pio XII.
Il 21 maggio 1959 cedette un'ulteriore porzione del suo territorio a vantaggio dell'erezione della diocesi di Ambatondrazaka.
Il 28 ottobre 1989 ha assunto il nome attuale per effetto del decreto Apostolicis sub plumbo della Congregazione per l'evangelizzazione dei popoli.

## Cronotassi dei vescovi
Si omettono i periodi di sede vacante non superiori ai 2 anni o non storicamente accertati.
- Jean-Pierre Dalmont, C.S.Sp. † (dicembre 1841 - 22 settembre 1847 deceduto)
- Alexandre-Hippolyte-Xavier Monnet, C.S.Sp. † (30 settembre 1848 - 1º dicembre 1849 deceduto)
  - Sede vacante (1849-1872)
- Jean-Baptiste Cazet, S.I. † (6 agosto 1872 - 30 agosto 1911 dimesso)
- Henri de Lespinasse de Saune, S.I. † (30 agosto 1911 succeduto - 7 marzo 1927 dimesso)
- Etienne Fourcadier, S.I. † (15 febbraio 1928 - 22 aprile 1947 dimesso)
- Victor Sartre, S.I. † (11 marzo 1948 - 12 gennaio 1960 dimesso[3])
- Jérôme Louis Rakotomalala † (5 aprile 1960 - 1º novembre 1975 deceduto)
- Victor Razafimahatratra, S.I. † (10 aprile 1976 - 6 ottobre 1993 deceduto)
- Armand Gaétan Razafindratandra † (3 febbraio 1994 - 7 dicembre 2005 ritirato)
- Odon Marie Arsène Razanakolona (7 dicembre 2005 - 5 giugno 2023 ritirato)
- Jean de Dieu Raoelison, dal 5 giugno 2023

## Statistiche
L'arcidiocesi nel 2023 su una popolazione di 4.651.640 persone contava 2.204.680 battezzati, corrispondenti al 47,4% del totale.
| anno | popolazione | popolazione | popolazione | presbiteri | presbiteri | presbiteri | presbiteri                | diaconi | religiosi | religiosi | parrocchie |
| anno | battezzati  | totale      | %           | numero     | secolari   | regolari   | battezzati per presbitero | diaconi | uomini    | donne     | parrocchie |
| ---- | ----------- | ----------- | ----------- | ---------- | ---------- | ---------- | ------------------------- | ------- | --------- | --------- | ---------- |
| 1950 | 149.272     | 590.000     | 25,3        | 102        | 30         | 72         | 1.463                     |         | 113       | 213       | 8          |
| 1970 | 296.185     | 968.243     | 30,6        | 145        | 48         | 97         | 2.042                     |         | 268       | 428       | 34         |
| 1980 | 354.504     | 1.001.698   | 35,4        | 126        | 47         | 79         | 2.813                     |         | 163       | 411       | 39         |
| 1990 | 440.256     | 1.903.878   | 23,1        | 144        | 51         | 93         | 3.057                     |         | 245       | 609       | 52         |
| 1999 | 652.333     | 2.626.412   | 24,8        | 328        | 75         | 253        | 1.988                     |         | 495       | 1.426     | 61         |
| 2000 | 679.820     | 2.678.941   | 25,4        | 336        | 90         | 246        | 2.023                     |         | 571       | 1.292     | 66         |
| 2001 | 693.416     | 2.732.520   | 25,4        | 250        | 92         | 158        | 2.773                     |         | 569       | 1.518     | 66         |
| 2002 | 722.977     | 2.746.722   | 26,3        | 292        | 102        | 190        | 2.475                     |         | 456       | 1.393     | 68         |
| 2003 | 749.525     | 2.760.931   | 27,1        | 291        | 115        | 176        | 2.575                     |         | 526       | 1.422     | 68         |
| 2004 | 761.962     | 2.816.149   | 27,1        | 277        | 113        | 164        | 2.750                     |         | 503       | 1.509     | 68         |
| 2006 | 814.114     | 3.005.039   | 27,1        | 266        | 119        | 147        | 3.060                     |         | 404       | 1.667     | 68         |
| 2012 | 905.960     | 3.363.000   | 26,9        | 292        | 143        | 149        | 3.102                     |         | 484       | 1.962     | 70         |
| 2015 | 1.688.000   | 3.639.000   | 46,4        | 521        | 172        | 349        | 3.239                     |         | 810       | 1.765     | 79         |
| 2018 | 1.830.875   | 3.864.120   | 47,4        | 394        | 181        | 213        | 4.646                     |         | 1.065     | 1.715     | 87         |
| 2020 | 2.005.500   | 4.232.570   | 47,4        | 389        | 201        | 188        | 5.155                     |         | 1.212     | 1.664     | 88         |
| 2022 | 2.128.000   | 4.490.000   | 47,4        | 416        | 226        | 190        | 5.115                     |         | 1.142     | 2.360     | 89         |
| 2023 | 2.204.680   | 4.651.640   | 47,4        | 422        | 232        | 190        | 5.224                     |         | 1.091     | 2.307     | 86         |